# アンジェラ・ペイトン
アンジェラ・ペイトン（Angela Paton,  1930年1月11日 - 2016年5月26日）は、アメリカ合衆国の女優である。

## 来歴
1930年、ニューヨーク市ブルックリン区に生まれる。舞台女優としてサンフランシスコを拠点とした劇団「American Conservatory Theater」で活動を開始させ、コミカルな演技を得意として舞台女優としての地位を確固たるものにした。その後、サンフランシスコを離れた後は、映画やテレビドラマなどに活躍の場を広げ、1971年にクリント・イーストウッド主演の『ダーティハリー』にノークレジットで出演し、映画デビュー。しばらく映像界から離れていたが、1980年代後半から活動を活発化。脇役ながらも数多くの作品へ出演し、ビル・マーレイ主演のコメディ映画『恋はデジャ・ブ』では、マーレイ演じる主人公が宿泊するホステルの女主人を演じているほか、レイチェル・マクアダムス、キリアン・マーフィー主演のスリラー映画『パニック・フライト』などへの出演でも知られている。

### 死去
2016年5月26日、カリフォルニア州のカリフォルニア州・オークランドにて心筋梗塞のため死去。86歳だった。

## 出演作品

### 映画
- ダーティーハリー Dirty Harry (1971) ※ノークレジット
- Pros & Cons (1986) ※テレビ映画
- ウィニー Winnie (1988) ※テレビ映画
- ロー対ウェイド Roe vs. Wade (1989) ※テレビ映画
- Manhunt: Search for the Night Stalker (1989) ※テレビ映画
- フラットライナーズ Flatliners (1990)
- 悲しみよさようなら Welcome Home, Roxy Carmichael (1990)
- Crazy from the Heart (1991) ※テレビ映画
- Lies of the Twins (1991) ※テレビ映画
- Criminal Behavior (1992) ※テレビ映画
- 恋はデジャ・ブ Groundhog Day (1993)
- 運命の瞬間/そしてエイズは蔓延した And the Band Played On (1993)
- Clean Slate (1994)
- ブルースカイ Blue Sky (1994)
- Where Are My Children? (1994) ※テレビ映画
- パラダイスの逃亡者 Trapped in Paradise (1994)
- ホーム・フォー・ザ・ホリデイ Home for the Holidays (1995)
- レイジング・ブレット　復讐の銃弾 Eye for an Eye (1996)
- ハリウッド・ブルバード Hollywood Boulevard (1997)
- ロリータ Lolita (1997)
- ウェディング・シンガー The Wedding Singer (1998)
- The Con (1998) ※テレビ映画
- ジョイライダーズ The Joyriders (1999)
- The Kennedys (2001) ※テレビ映画
- Early Bird Special (2001)
- ジョー・ダート 華麗なる負け犬の伝説 Joe Dirt (2001)
- 16歳の合衆国 The United States of Leland (2003)
- ダイ・マミー・ダイ Die, Mommie, Die! (2003)
- アメリカン・パイ3:ウェディング大作戦 American Wedding (2003)
- パニック・フライト Red Eye (2005)
- The Valley of Light (2007) ※テレビ映画
- ファイナル・シーズン The Final Season (2007)
- I Am I (2013)

### テレビドラマ
- ナイスサーティーズ Thirtysomething (1988)
- ファルコン・クレスト Falcon Crest (1988 - 1989)
- ハンター Hunter (1989)
- Dear John (1989)
- 素晴らしき日々 The Wonder Years (1989)
- Equal Justice (1990)
- 名探偵ダウリング神父 Father Dowling Mysteries (1991)
- 愛、嘘、殺人 Love, Lies and Murder (1991)
- タイムマシーンにお願い Quantum Leap (1991)
- ウイングス Wings (1991)
- L.A.ロー 七人の弁護士 L.A. Law (1991)
- TVキャスター マーフィー・ブラウン Murphy Brown (1992)
- 天才少年ドギー・ハウザー Doogie Howser, M.D. (1992)
- Love & War (1993)
- Dave's World (1994)
- Home Improvement (1994, 1995)
- スタートレック:ヴォイジャー Star Trek: Voyager (1995)
- Something Wilder (1995)
- NYPDブルー NYPD Blue (1995)
- ピケット・フェンス Picket Fences (1995)
- ER緊急救命室 ER (1995)
- Seduced by Madness: The Diane Borchardt Story (1996)
- キャロライン in N.Y. Caroline in the City (1996)
- George & Leo (1997)
- シカゴ・ホープ Chicago Hope (1998)
- ダーマ&グレッグ Dharma & Greg (1998)
- L.A. Doctors (1999)
- ボストン・パブリック Boston Public (2000)
- Xファイル X-File (2001)  シーズン9　エビソード4　「4－D」　ミリアム・ルケシュ役
- Becker (2002)
- 犯罪捜査官ネイビーファイル JAG (2003)
- NUMBERS 天才数学者の事件ファイル Numb3rs (2003)
- ラリーのミッドライフ★クライシス Curb Your Enthusiasm (2005)
- Aisle 73 (2006)
- マイネーム・イズ・アール My Name Is Earl (2008)
- Sons of Tucson (2010)
- ミディアム 霊能者アリソン・デュボア Medium (2010)
- グレイズ・アナトミー 恋の解剖学 Grey's Anatomy (2011)
- やってないってば! I Didn't Do It (2014)